# شهرستان آوینیون
شهرستان آوینیون (به انگلیسی: Avignon Regional County Municipality) یک منطقهٔ مسکونی در کانادا است که در Gaspésie–Îles-de-la-Madeleine واقع شده‌است. شهرستان آوینیون ۳٬۴۷۹٫۴۰ کیلومتر مربع مساحت و ۱۵٬۲۴۶ نفر جمعیت دارد.